# Rita Ebere
Rita Ebere (4 de noviembre de 1993) es una deportista nigeriana que compite en judo. Ganó una medalla de bronce en los Juegos Panafricanos de 2015 en la categoría de –78 kg.

## Palmarés internacional
| Juegos Panafricanos | Juegos Panafricanos               | Juegos Panafricanos | Juegos Panafricanos |
| Año                 | Lugar                             | Medalla             | Categoría           |
| ------------------- | --------------------------------- | ------------------- | ------------------- |
| 2015                | Brazzaville (República del Congo) | Medalla de bronce   | –78 kg              |